# Іжевський зоопарк
Іже́вський зоопа́рк — зоопарк в Росії, який розміщується в місті Іжевськ, Удмуртія. Площа — 16 га. Директор парку — Беляков Сергій Григорович.
Зоопарк розташований на території парку імені Кірова, який розташований на березі Іжевського ставу, в центрі міста на пагорбі. За проектом зоопарк являє собою складну багатофункціональну установу, яка працює в 4 напрямках: природоохоронна діяльність, збереження та розведення диких тварин (особливо рідкісних та зникаючих видів), науково-просвітницька діяльність (вивчення тваринного світу, розробка методів утримання тварин), просвіта та освіта населення різного віку.

## Історія

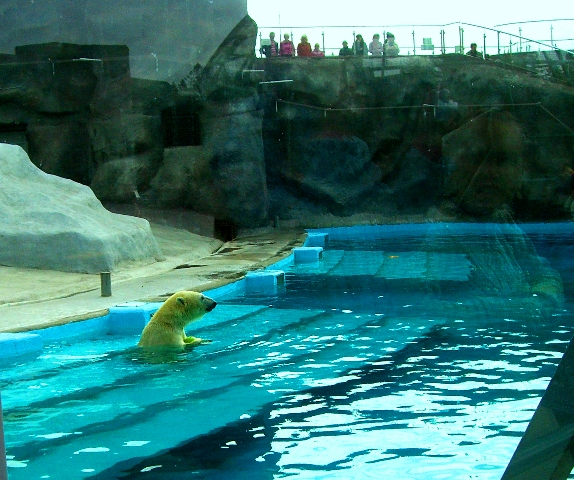
Білий ведмідь у зоопарку

Зоопарк в Іжевську був заснований за ініціативи президента Удмуртії Волкова Олександра Олександровича. Концепція була розроблена урядом республіки на основі міжнародних вимог організації зоопарків відомого спеціаліста Богуміла Кралла. 
Будівництво почалось в 2006 році і закінчилось в серпні 2008 року. Спочатку зоопарк придбав близько 50 тварин — тигри, білі ведмеді, моржі, орлани, білі лебеді, вовки та інші. 
На початок 2009 року кількість тварин збільшилась втричі і зараз він включає в себе близько 200 особин (48 видів) — далекосхідний леопард, песець, сибірська рись, північний морський котик, уссурійський білогрудий ведмідь, бурий ведмідь, шотландський поні, білоплечий орлан, біла сова, японський журавель, павичі, алмазний фазан, єнот-полоскун, шимпанзе, африканський страус, верблюд, японська макака та інші.